# Erhard Bartsch
Erhard Bartsch (* 7. Januar 1895 in Breslau; † 5. September 1960 in Klagenfurt) war ein deutscher Pionier der biologisch-dynamischen Landwirtschaft. Er war entscheidend an der Entstehung und Entwicklung der neuen Landwirtschaftsmethode beteiligt. Sein Hof Marienhöhe in der Mark Brandenburg entwickelte sich zum Zentrum der biologisch-dynamischen Wirtschaftsweise bis 1941.

## Leben
Bartschs Vater Moritz war Lehrer bzw. Rektor und schloss sich der Anthroposophischen Gesellschaft an, nachdem er 1908 Rudolf Steiner kennengelernt hatte. Erhard Bartsch ging 1914 als Offiziersanwärter bei der Artillerie in den Ersten Weltkrieg, trat jedoch 1916 zur Feldfliegertruppe über. Für seine Einsätze wurde er mit dem Ritterkreuz mit Krone und Schwertern des Hollenzollernschen Hausordens ausgezeichnet. Nach Kriegsende wurde er ins 100.000 Mann Heer übernommen, schied aber 1920 auf eigenen Wunsch aus und leitete die Geschäftsstelle des Bundes für Dreigliederung in Breslau. Dann wandte er sich der Landwirtschaft zu und promovierte 1925 an der Universität Breslau mit sehr gutem Erfolg.
Gleichzeitig absolvierte er ein einjähriges Praktikum bei Carl Graf von Keyserlingk auf dem Schlossgut Koberwitz bei Breslau. Gemeinsam mit Immanuel Vögele suchte er Interessenten für einen Landwirtschaftskurs von Rudolf Steiner und arbeitete Fragen für einen entsprechenden Kurs aus. Der Kurs fand 1924 auf Einladung Keyserlingks auf Schloss Koberwitz statt.
Der vormalige Reichskanzler Georg Michaelis, der an der biodynamischen Landwirtschaft sehr interessiert war, bot Bartsch seinen 100 Hektar großen Hof Marienhöhe bei Bad Saarow in Brandenburg zum Kauf an, der weitgehend aus extremem Sandboden bestand. 1928 erwarb Bartsch dank einer Spende von 30.000 Reichsmark diesen Hof. Bartsch, der eine zentrale Rolle bei der Gründung des Versuchsrings der Anthroposophischen Gesellschaft spielte, gab die monatlichen Mitteilungen des Versuchsrings heraus. 1930 wurden die Mitteilungen eingestellt und Bartsch wurde neben Franz Dreidax Redakteur der neuen Monatszeitschrift Demeter, deren alleiniger Herausgeber er ab 1933 wurde.
Bartsch führte die Geschäftsstelle des Versuchsringes in Bad Saarow, wo dessen regelmäßige Wintertagungen stattfanden und wo sich auf seine Initiative hin dessen Zentrum und ab 1933 das des „Reichsverbandes für biologisch-dynamische Wirtschaftsweise“ befand. Bartschs Vater, Moritz Bartsch, schrieb im Januar 1932, das bei der landwirtschaftlichen Wintertagung 1931 in Bad Saarow auch „stramme Nationalsozialisten“ anwesend waren. 1933 heiratete er Erhard Bartsch Hemma Wurzer.
Bartsch stand dem Nationalsozialismus und der Person Hitler anfangs mit großen Hoffnungen gegenüber; im Autarkieprogramm von Walther Darré sah er eine günstige Perspektive für den biologisch-dynamischen Anbau. Er setzte sich für ein ‚kulturtragendes Bauerntum‘ ein und erhoffte durch den NS-Staat eine Stärkung der biologischen Wirtschaftsweise gegen die vehementen und existenzgefährdenden Angriffe der chemischen Industrie. Die führenden Vertreter der biologisch-dynamischen Bewegung verhielten sich zu seinen Aktivitäten generell positiv, zumindest loyal. Als Bartsch sich gegen die ideologische Vereinnahmung der biologisch-dynamischen Landwirtschaft losgelöst von der Anthroposophie wehrte und sich entschieden weigerte, der NSDAP beizutreten, war die ökologische Methode von den parteiinternen Befürworten nicht mehr zu halten.
Ein Besuch Darrés – 1939 nach einem Konflikt mit Himmler faktisch bereits entmachtet und 1942 vom Amt beurlaubt – auf dem Hof 1940 und eine anschließende befürwortende Stellungnahme des Reichsbauernführers an die Mitglieder des Reichsbauernrates blieben wirkungslos. In einem Brief an den Reichsbauernführer Walther Darré vom 20. Juni 1940 schrieb er:

„Ich habe in Marienhöhe festgestellt, dass die von Dr. Bartsch angewandten Methoden auf dem richtigen Wege sein müssen, denn die Ergebnisse seiner Wirtschaftsweise sprechen zu eindeutig zu seinen Gunsten. Der Erfolg spricht eindeutig für Dr. Bartsch. Wenn die Wissenschaft und unsere bisherige landwirtschaftliche Betriebslehre für diese Erfolge keine Erklärung haben, so ist das deren Angelegenheit. Für uns kann ausschliesslich die Leistung und der Erfolg massgeblich sein.“

Der Reichsverband für biologisch-dynamische Wirtschaftsweise wurde 1941 aufgelöst, und Bartsch wurde, unter anderem mit der Begründung Sabotage der „Reichserzeugungsschlacht“, zweimal im Gestapo-Gefängnis am Alexanderplatz in Berlin inhaftiert. Nach der Entlassung am 30. November 1941 durfte er in einer Art Hausarrest weiterhin auf Marienhöhe arbeiten und den Hof weiterbetreiben.
1950 übersiedelte er auf den Hof seiner Frau und seiner Schwägerin, den Wurzerhof in Scheifling (Gemeinde Sankt Georgen am Längsee) bei St. Veit an der Glan in Kärnten. Dort ergriff er die Initiative, Landwirtschaft und Heilpädagogik zu verbinden und behinderte Jugendliche für die Landwirtschaft auszubilden.

## Schriften
- Die Not der Landwirtschaft : Ihre Ursachen u. ihre Überwindung. Verwertungsgenossenschaft Demeter, 1927
- Die Not der Landwirtschaft : Ihre Ursachen u. ihre Überwindung. Verwertungsgenossenschaft Demeter, Bad Saarow, 1928
- Die biologisch-dynamische Wirtschaftsweise : Kerngedanken u. Grundtatsachen. Weise, Dresden, 1934